# La Churrería
La Churrería es una comarca histórica castellana que comprende mayoritariamente localidades de la provincia de Segovia, a excepción de Campaspero, en la provincia de Valladolid. Así pues, se sitúa en el centro de la Meseta Norte, en la comunidad autónoma de Castilla y León (España).
Debe su nombre a la tradición ganadera de la zona, donde históricamente ha tenido un peso importante la raza ovina churra. Por este motivo, tradicionalmente se conoce a los habitantes de esta comarca como churros, especialmente en Campaspero, donde a veces se utiliza de manera peyorativa.
Posee elementos identitarios propios, como el traje regional churro una indumentaria típica de labradores, que aunque comparte las principales características del traje regional segoviano, tiene peculiaridades propias y continúa estando muy presente en la comarca, principalmente en Campaspero, y en la comunidad de villa y tierra de Cuéllar, donde se ubican la mayor parte de localidades que la conforman. Ligada a la tradición ganadera, se conservan varios ejemplos de la arquitectura pastoril, como los chozos, y la industria textil y el oficio de tejedores que desarrollaban su trabajo con base en la lana de las ovejas churras tuvo importancia en la comarca.

## Composición
Está integrada por siete localidades, distribuidas en cinco municipios. Todas ellas comparten rasgos comunes, diferenciadores, que las distinguen del resto de localidades de la zona.
Sus municipios son:
- Adrados
- Campaspero, único de Valladolid.
- Hontalbilla.
- Olombrada, que comprende en su municipio a Moraleja de Cuéllar y a Vegafría
- Perosillo.

No se debe confundir La Churrería histórica con la actual Mancomunidad de La Churrería, una asociación de municipios para la distribución de agua, integrada por bastantes más municipios de ambas provincias, sin ningún lazo con dicha comarca histórica.